# لينارد ديفيس
لينارد جيه ديفيس، متخصص أمريكي في دراسات الإعاقة، وأستاذ متميز في اللغة الإنجليزية في جامعة إلينوي في شيكاغو، كلية الآداب والعلوم، وأستاذ أيضًا في الإعاقة والتنمية البشرية في كلية العلوم الصحية التطبيقية وأستاذ في التعليم الطبي في كلية الطب بجامعة إلينوي.

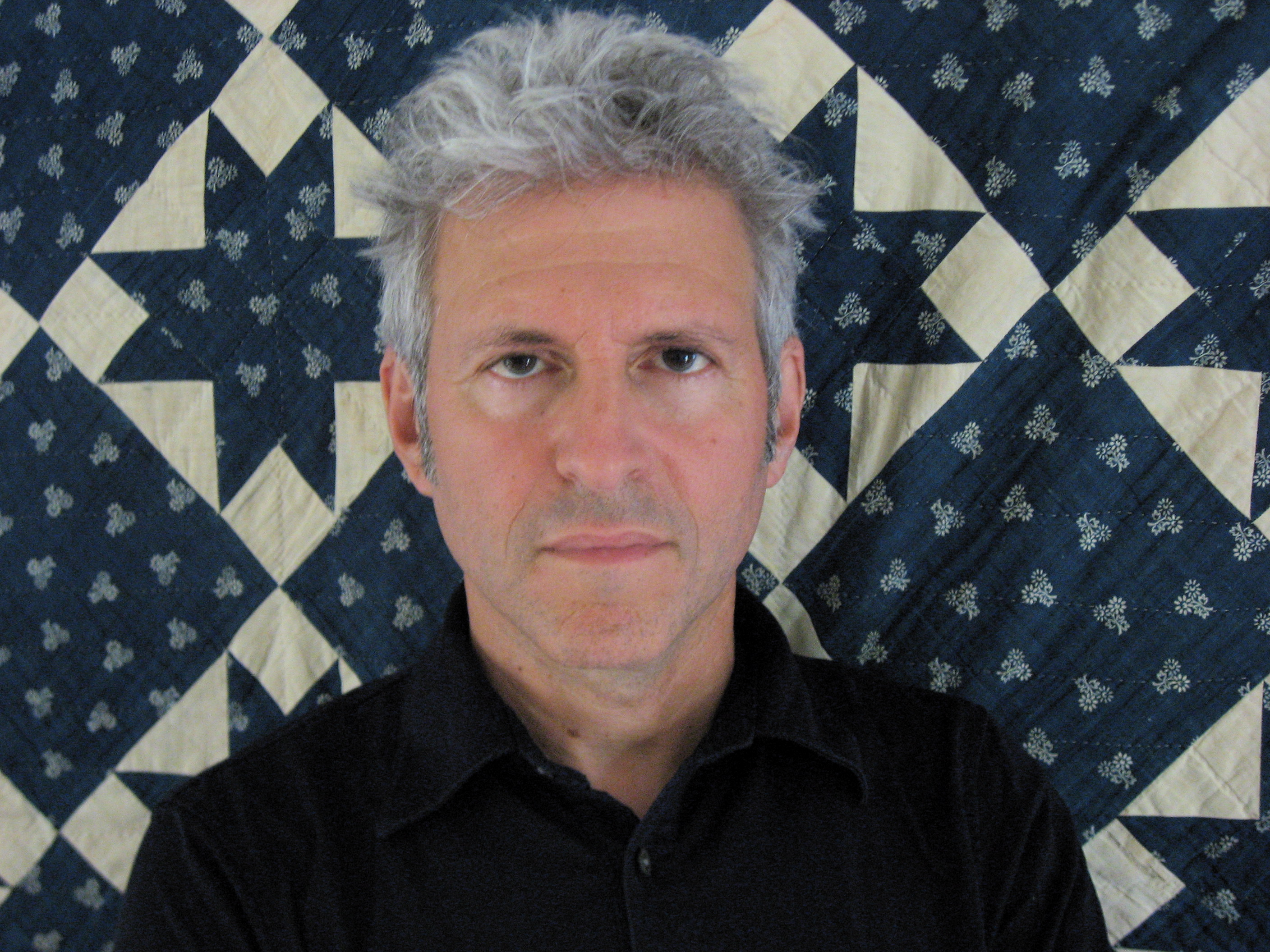
لينارد جيه ديفيس في عام 2009

حصل على درجة البكالوريوس والماجستير والدكتوراه في الفلسفة. في جامعة كولومبيا، وحصل على درجة الدكتوراه في قسم الأدب الإنجليزي والمقارن في عام 1976. وكان مدير أطروحته هو إدوارد سعيد.

## وقت مبكر من الحياة
كان والد ديفيس، موريس ديفيس (1898-1981)، مهاجرًا يهوديًا من لندن، ومتسابق مشي أصم وأبكم، وبطل الولايات المتحدة مرتين (1935 و1936) في سباق 15 كيلومترًا وبطل الولايات المتحدة في سباق 50 كيلومترًا (1930) وكانت والدته، إيفا وينتروب (1911-1972)، مهاجرة يهودية صماء من ليفربول.

## المنشورات
في الأدب الإنجليزي، كتب عملين عن الرواية، الخيال الواقعي: أصول الرواية الإنجليزية (دار نشر جامعة كولومبيا، 1983، طبعة جامعة بنسلفانيا، 1996 ISBN) ومقاومة الروايات: الخيال والأيديولوجيا (روتليدج، 1987، طبعة جامعة بنسلفانيا، 2001) وكان محررًا مشاركًا في السياسة اليسارية والمهنة الأدبية.
تشمل أعماله حول الإعاقة كتاب "تعزيز الحالة الطبيعية: الإعاقة والصمم والجسد" (فيرسو، 1995)، وكتاب "قارئ دراسات الإعاقة" (روتليدج، الطبعة الخامسة 2016). قام بتحرير مقدمة لدراسات الإعاقة بعنوان " البداية بالإعاقة: مقدمة" (روتليدج، 2017). كما نشرت مطبعة جامعة نيويورك في أغسطس 2002 مجموعة من مقالاته بعنوان "الانحناء للخلف: الإعاقة، والحداثة، وغيرها من المواقف الصعبة". وهو أيضًا مؤلف كتاب "نهاية الوضع الطبيعي: الهوية في العصر البيولوجي الثقافي" (جامعة ميشيغان، 2014). أحدث كتبه هو تاريخ إقرار قانون الأميركيين ذوي الإعاقة بعنوان "القوانين التمكينية: القصة الخفية حول كيف أعطى قانون الأميركيين ذوي الإعاقة أكبر أقلية في الولايات المتحدة حقوقها"، والذي نشرته دار بيكون برس في يوليو/تموز 2015 في الذكرى الخامسة والعشرين لذلك القانون.
تم اختيار مذكراته "إحساسي بالصمت" (منشورات جامعة إلينوي، 2000) ككتاب اختيار المحرر لصحيفة شيكاغو تريبيون، وتم اختيارها لجائزة الكتاب الوطني لعام 2000، وتم ترشيحها لجائزة دائرة نقاد الكتب لعام 2000. وقد ظهر في برنامج "الهواء النقي" على الإذاعة الوطنية العامة لمناقشة مذكراته، التي تصف طفولته في عائلة صماء. قام ديفيس أيضًا بتحرير مراسلات والديه، "هل أقول قبلة: رسائل الخطوبة بين زوجين أصم". (مطبعة جامعة جالوديت ، 1999).
ديفيس هو أحد المؤسسين المشاركين للجنة قضايا الإعاقة في المهنة التابعة لجمعية اللغة الحديثة، وهو عضو في مجلس إدارة العديد من المجلات الأكاديمية. وبعد أن كتب على نطاق واسع في الصحف والمجلات، فإن ديفيس هو أيضًا مؤلف رواية بعنوان السوناتات (منشورات جامعة ولاية نيويورك، مارس 2001).
تم نشر كتابه "اسأل والدك: هوس رجل بالعثور على نفسه، وأصوله، ومعنى الحياة من خلال الاختبارات الجينية" في عام 2009 بواسطة دار نشر بانتام/ديل. صدر كتاب "الهوس: تاريخ" في خريف عام 2009 عن دار نشر جامعة شيكاغو.
من بين مؤلفاته القصصية : السوناتات: رواية (SUNY Press، 2002).
كما عمل ديفيس معلقًا في برنامج " All Things Considered " على الإذاعة الوطنية العامة، وظهر في برامج "Morning Edition" و" This American Life " و"Odyssey" و"The Leonard Lopate Show" وغيرها من البرامج التابعة لـ NPR.
"الفقراء: كيف يصور أصحاب المال أولئك الذين لا يملكونه" هو أحدث كتاب له والذي سيتم نشره بواسطة دار نشر جامعة ديوك في نوفمبر 2024.